# Тана Френч
Тана Френч (на английски: Tana French) е американско-ирландска актриса и писателка на бестселъри в жанра криминален роман, трилър и хорър.

## Биография и творчество
Тана Елизабет Френч е родена на 10 май 1973 г. в Бърлингтън, Върмонт, САЩ, в семейството на Дейвид Френч и Елена Ломбарди. Баща ѝ е икономист, който работи по управление на ресурсите на развиващите се страни. Заради работата му семейството живее в много различни култури в Ирландия, Италия, САЩ и Малави. Тана Френч завършва актьорско майсторство и драматургия в Тринити Колидж, Дъблин. Има двойно гражданство на САЩ и Италия, макар да се определя като ирландски гражданин. От 1990 г. тя се установява в Дъблин и след дипломирането си работи там като актьор в театъра и озвучаващ актьор в киното и телевизията. В началото на 30-те си години се насочва към писането на криминални романи в свободното си време.
Първият ѝ роман „Нещо чака … сред дърветата“ от поредицата „Дъблински отдел „Убийства“ е издаден през 2006 г. На фона на Дъблин и околностите му, начинаещият детектив Роб Райън и неговият партньор Каси Мадокс от отдел „Убийства“ разследват убийството на малко момиченце в близката гора. Самият Райън на 12 години преживява ужасна трегедия в гората довела до изчеването на двама негови приятели там. Книгата става бестселър и е удостоена с най-престижните награди за дебют в криминалната литература – „Антъни“, „Бари“, „Едгар“ и „Макавити“.
Тана Френч живее със семейството си в Дъблин.

## Произведения

### Самостоятелни романи
- The Witch Elm (2018) – издаден и като „The Wych Elm“

### Серия „Дъблински отдел „Убийства“ (Dublin Murder Squad)
1. In the Woods (2006) – награди „Антъни“, „Бари“, „Едгар“, „Макавити“ за най-добър дебютен криминален роман
Нещо чака … сред дърветата, изд.: ИК „Бард“, София (2013), прев. Мариана Христова
2. The Likeness (2008)
3. Faithful Place (2010)
4. Broken Harbour (2012) – награда на „Лос Анджелис Таймс“
5. The Secret Place (2014)
6. The Trespasser (2016)